# حنان ابراهیم

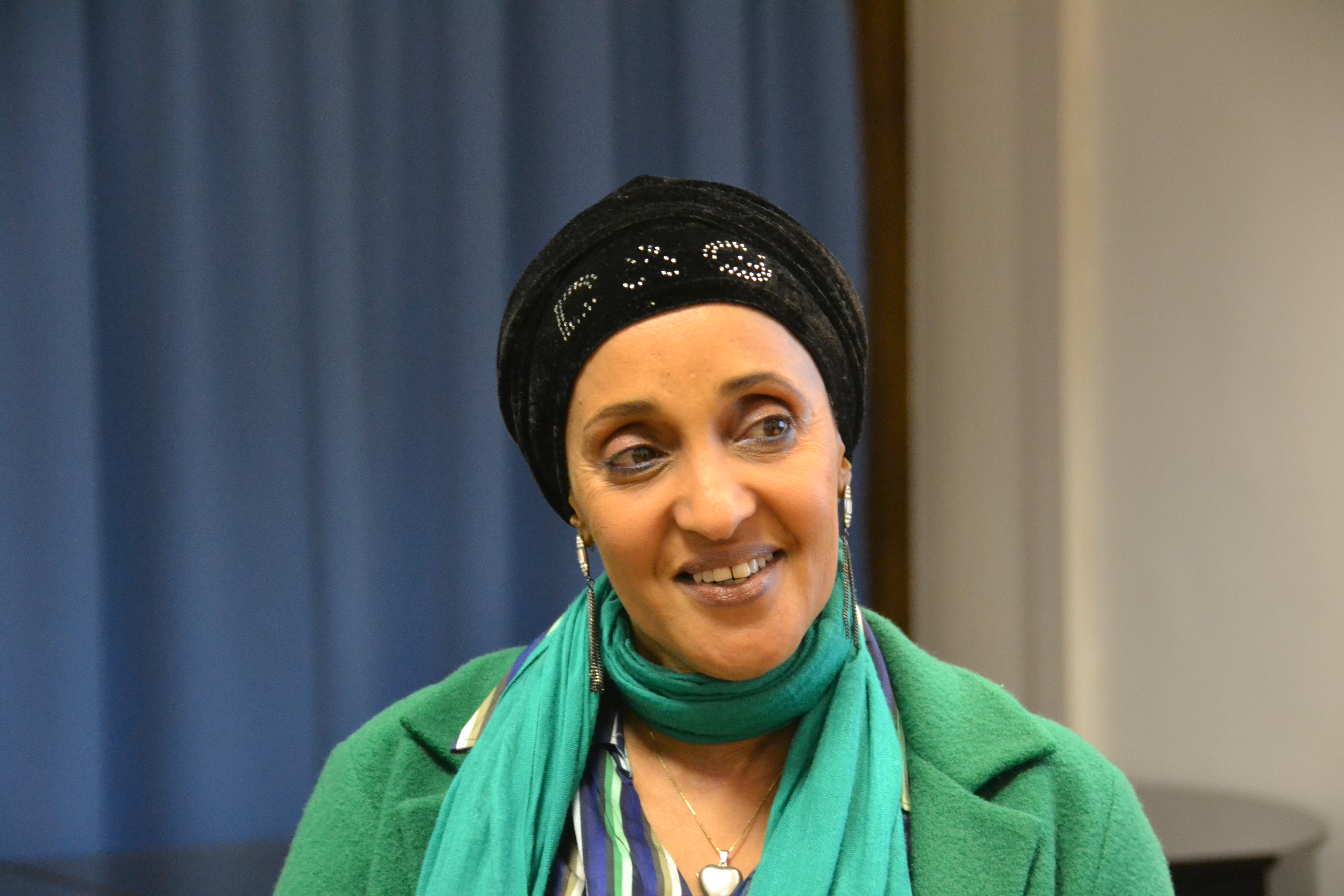
حنان ابراهیم

حنان ابراهیم فعال اجتماعی سومالیایی است. او رئیس شبکه زنان مسلمان بارنت است.

## زندگی
حنان ابراهیم در سومالی بزرگ شده، مسلمان است و سه فرزند دارد. پس از آغاز جنگ داخلی در سومالی، در سال ۱۹۹۸ به انگلستان مهاجرت کرد.